# SN 2011ei
SN 2011ei – supernowa typu IIb odkryta 25 lipca 2011 roku w galaktyce NGC 6925. W momencie odkrycia miała maksymalną jasność 18,00m.